# 山本源左衛門
山本 源左衛門（やまもと げんざえもん、1906年（明治39年）10月16日 - 1987年（昭和62年）10月26日）は、昭和期の実業家である。元東京海上火災保険会長。

## 経歴
1906年、兵庫県の生まれ。1925年に旧制山口高等学校卒業。1930年に京都帝国大学法学部を卒業。同年、東京海上火災保険に入社。1938年満州火災海上に出向し、営業部長として活躍した。
1947年東京海上火災に復帰。1966年同社の5代目社長として就任。1968年6月より1974年まで日本損害保険協会会長。1972年6月、同社会長に就任。1987年10月26日に81歳にて他界。

## 在任中の出来事
- 32階建ての新社屋建設をめぐり、皇居前の高層建築物に関する美観論争がおきた[3]。

## 栄典
- 1970年 - 藍綬褒章
- 1976年 - 勲二等旭日重光章